# Bracon subcornutus
Bracon subcornutus är en stekelart som beskrevs av Maximilian Spinola 1840. Bracon subcornutus ingår i släktet Bracon och familjen bracksteklar. Inga underarter finns listade.